# ساو فرانسيسكو دو بياوي
ساو فرانسيسكو دو بياوي بلدية في ولاية بياوي في المنطقة الشمالية الشرقية من البرازيل.